# Торкунов, Анатолий Васильевич
Анато́лий Васи́льевич Торкуно́в (род. 26 августа 1950, Москва, РСФСР, СССР) — российский дипломат, востоковед, историк и политолог. Ректор МГИМО (с 1992 года), президент Эндаумента МГИМО. Академик РАН (с 2008 года), профессор, доктор политических наук, кандидат исторических наук, член Президиума РАН (с 2022 года). Председатель Совета директоров АО «Первый канал» (2011—2020). Сопредседатель российско-французского Трианонского диалога (2017—2022). Председатель Общественной палаты Московской области (с 2017 года). Чрезвычайный и полномочный посол. Заслуженный работник дипломатической службы Российской Федерации (2020). Полный кавалер ордена «За заслуги перед Отечеством».

## Биография
Родился 26 августа 1950 года в Москве, отец был одним из руководителей  завода автомобильной промышленности. В школе был секретарём комсомольской организации класса.
В 1967 году поступил на факультет международных отношений МГИМО. Сокурсник министра иностранных дел России С. В. Лаврова, многих дипломатов, в том числе Г. М. Гатилова, А. А. Садовникова, А. К. Догадина, А. М. Кадакина, В. Ф. Федоровского, политологов А. М. Миграняна и Ю. С. Пивоварова. В 1970-е годы в МГИМО также учились будущие президент Казахстана К.-Ж. К. Токаев и президент Азербайджана И. Г. Алиев.
В 1970 году награждён медалью «За доблестный труд. В ознаменование 100-летия со дня рождения Владимира Ильича Ленина».
В 1971—1972 годах находился на дипломатической службе в КНДР.
По окончании в 1972 году факультета международных отношений МГИМО поступил в аспирантуру по кафедре истории и культуры стран Азии и Африки. В 1974 году был назначен помощником ректора, одновременно вёл преподавательскую работу.
В 1975 году окончил аспирантуру, в 1977 году защитил диссертацию на соискание учёной степени кандидата исторических наук на тему «Становление и развитие военно-бюрократического режима в Южной Корее (1961—1976 гг.)».
В 1977—1983 годах занимал должности старшего преподавателя, доцента кафедры истории и культуры стран Азии и Африки, декана по работе с иностранными учащимися, проректора по международным связям. В 1979 году ему присвоено учёное звание доцента.
В 1983—1986 годах находился на дипломатической службе в США: второй, первый секретарь Посольства СССР в США.
В 1986 году был избран деканом факультета международных отношений, в мае 1989 года назначен первым проректором. В 1991 году А. В. Торкунову было присвоено учёное звание профессора.
В октябре 1992 года на общем собрании коллектива института был избран ректором МГИМО. В 1997, 2002, 2007, 2012, 2017 и 2021 годах вновь переизбирался на эту должность. Является инициатором модернизации учебного процесса и структурной перестройки института. В его ректорство МГИМО получил статус университета.
В 1993 году присвоен дипломатический ранг чрезвычайного и полномочного посла.
В 1995 году защитил диссертацию на соискание учёной степени доктора политических наук (тема исследования «Проблемы безопасности на Корейском полуострове: международно-политические и внутрикорейские аспекты»).
С 1997 года является членом Коллегии Министерства иностранных дел России, с 1999 года является президентом Российской ассоциации международных исследований (РАМИ).
На президентских выборах 2000, 2004, 2018 и 2024 годов был доверенным лицом Путина.
22 мая 2003 года избран членом-корреспондентом Российской академии наук по Отделению общественных наук, с 29 мая 2008 года — академик РАН.
В 2006 году назначен членом Президиума Совета при Президенте Российской Федерации по науке, технологиям и образованию (Совет при Президенте Российской Федерации по науке и образованию).
С 2008 года — главный редактор журнала «Вестник МГИМО—Университета». С октября 2010 года является заместителем академика-секретаря Отделения глобальных проблем и международных отношений РАН, руководитель секции международных отношений.
Сопредседатель Российского исторического общества, главный редактор серии учебников истории России издательства «Просвещение» (в соавторстве с Владимиром Мединским и  Александром Чубарьяном), соответствующих выработанному к середине 2010-х годов Федеральному историко-культурному стандарту. Член президиума Межведомственной комиссии по историческому просвещению (утвержден Указом Президента Российской Федерации № 1120 от 27.12.2024). Член и руководитель рабочей группы Экспертного совета по историческому образованию при Министерстве науки и высшего образования Российской Федерации (Приказ Минобрнауки России от 20 января 2022 г. № 39 «Об утверждении состава Экспертного совета по развитию исторического образования»).
Торкунов является инициатором и редактором серии книг и монографий по корейской проблематике, в том числе «История Кореи: Новое прочтение» (2003 г.), «Корейский полуостров: метаморфозы послевоенной истории» (2008 г.) и «Современная Корея: метаморфозы турбулентных лет (2008—2020 гг.)» (2021 г.) и. В совокупности эти работы являются первым в российском и зарубежном корееведении комплексным объективным исследованием всего спектра сложнейших внутренних проблем двух корейских государств, их социально-политического устройства, внешнеполитических доктрин, межкорейских отношений, а также влиянии внешних сил на развитие обстановки на Корейском полуострове.
При редакторстве, соавторстве и по инициативе Торкунова вышли в свет уникальные издания о двусторонних отношениях России с другими странами в формате параллельной истории — с Польшей, Японией, Кореей. Это результат совместной работы российских исследователей и их коллег из этих стран. Все они переведены и опубликованы, соответственно, на польском, японском, корейском, английском языках.
С конца 1990-х годов под редакцией А. В. Торкунова публикуется принципиально новая серия исследований по истории и современности международных отношений, внешней политике СССР и России
С 2017 года — председатель Общественной палаты Московской области (с 2017).
Председатель Российской ассоциации содействия ООН (с 1996 года).
Председатель Совета директоров Первого канала (2011—2020).
Член Попечительского совета Российского совета по международным делам (РСМД), член Попечительского совета и председатель Научного совета Фонда поддержки публичной дипломатии имени А. М. Горчакова. Член Научного совета Национального комитета по исследованию БРИКС.
Входит в состав Комиссии при Президенте Российской Федерации по вопросам стратегии развития ТЭК и экологической безопасности, Научно-экспертного совета при Председателе Совета Федерации, а также Экспертного совета по организации фундаментальных и прикладных научных исследований при Комитете по образованию и науке Государственной Думы. Член Учёного совета НИЦ «Курчатовский институт».
Член президиума и руководитель комитета научно-экспертного совета (утвержден Указом Президента Российской Федерации № 1119 от 27.12.2024) при Совете безопасности России, член Общественных советов при Министерстве науки и высшего образования России. ФСБ и СК РФ.
Член Российского союза ректоров и Президиума Совета ректоров вузов Москвы и Московской области.
Торкунов активно работает в сфере академической дипломатии — с российской стороны возглавляет такие двусторонние диалоги, как российско-французский форум гражданских обществ «Трианонский диалог» (2017—2022), российско-польская Группа по сложным вопросам (2007—2014), Комиссия по сложным вопросам истории российско-японских отношений (с 2012 года), Российско-чешский дискуссионный форум (с 2017 года). Председатель Экспертного совета фонда «Российско-польский центр диалога и согласия» (до 2022 г.).
Член Наблюдательного совета Швейцарской академии международного права.
Член Российского совета олимпиад школьников, член Попечительского совета АНОО «Областная гимназия им. Е. М. Примакова» и Попечительского совета Александринского театра.
Член Союза писателей России.
Член Попечительского совета Ассоциации внешнеполитических исследований имени А. А. Громыко.
Почётный доктор ряда зарубежных университетов, входит в состав редакционных коллегий и советов журналов «Мировая экономика и международные отношения», «Международная жизнь», «Россия в глобальной политике», «Право и управление. XXI век», «Московский журнал международного права» и других.
Владеет английским, корейским и французским языками.

## Семья
Отец — Василий Иванович Торкунов (1913—1987) — один из создателей первых советских автомашин, работал на ЗИЛе, заместитель директора Московского карбюраторного завода, руководящий сотрудник Министерства тракторного и сельскохозяйственного машиностроения СССР, участник ВОВ, награждён 7 орденами, медалями. Мать, Торкунова Нина Петровна — инженер-конструктор, работала на ЗИЛе.
Жена — Ирина Геннадиевна Торкунова (Цуренко; род. 1951), музыкант, преподаватель по классу фортепиано, почётный член Российской академии художеств. Коллекционер знаменитого фарфора. В 2016 году во Всероссийском музее декоративно-прикладного и народного искусства была организована выставка «Русский фарфор и фаянс империи Кузнецовых». В 2010 году вышла первая книга Ирины Торкуновой, посвящённая произведениям, выпускавшимся знаменитым фабрикантом, а в конце 2015 года вторая — «Русский фаянс и фарфор империи Кузнецовых (частное собрание). Из прошлого в будущее».
Дочь Екатерина (род. 1977) — адвокат, кандидат юридических наук, доцент, работала в Европейском суде по правам человека в Страсбурге. Преподаёт на кафедре европейского права МГИМО, с 2017 года ведущая телевизионной программы «Тест на отцовство». С января 2019 года по 14 марта 2022 года являлась членом Европейского Комитета по социальным правам Совета Европы. Замужем, имеет двух сыновей, владеет немецким, английским, итальянским и испанским языками. Автор публикаций по вопросам российского и европейского права, в том числе по проблематике защиты прав человека. По утверждению активистов сообщества «Диссернет» (2013 г.), в диссертации Е. А. Торкуновой «Правовая основа реализации конституционного права российских граждан на судебную защиту в Европейском суде» (2002, научный руководитель Л. М. Энтин) содержатся некорректные заимствования.

## Санкции
6 марта 2022 года после вторжения России на Украину подписал письмо в поддержу российской агрессии. Также был внесён ФБК в список коррупционеров и разжигателей войны за поддержку нападения на Украину, 16 марта 2022 года форумом свободной России внесён в «Список Путина» и доклад «поджигателей войны» с предложением введения против него международных санкций.
С 9 июня 2022 года находится под персональными санкциями Украины за поддержку военного вторжения на Украину.
22 сентября 2023 года Торкунов включён в санкционный список Канады «соратников российского режима и агентов дезинформации» против причастных к депортации украинских детей в Россию и «созданию и распространению дезинформации и пропаганды, финансируемой Кремлём».

## Награды и звания

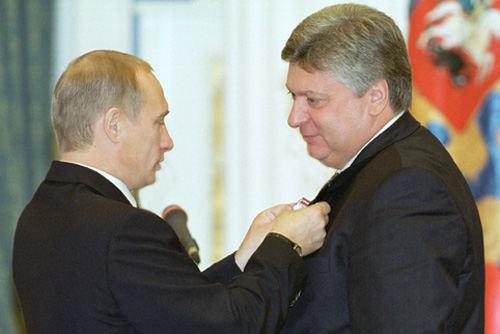
Президент России Владимир Путин награждает Анатолия Торкунова орденом «За заслуги перед Отечеством» IV степени, 2000 год

### Государственные награды Российской Федерации
- Орден «За заслуги перед Отечеством» I степени (16 августа 2025) — за выдающийся вклад в развитие отечественного образования и многолетнюю научно-преподавательскую деятельность[37]
- Орден «За заслуги перед Отечеством» II степени (26 августа 2020) — за заслуги в научно-педагогической деятельности, подготовке квалифицированных специалистов и многолетнюю добросовестную работу[38]
- Орден «За заслуги перед Отечеством» III степени (14 мая 2010) — за большой вклад в реализацию внешнеполитического курса Российской Федерации и многолетнюю добросовестную работу, заслуги в научно-педагогической деятельности и подготовке высококвалифицированных специалистов[39]
- Орден «За заслуги перед Отечеством» IV степени (26 августа 2000) — за большой вклад в подготовку высококвалифицированных кадров и многолетнюю добросовестную работу[40]
- Орден Александра Невского (16 июля 2015) — за большой вклад в реализацию внешнеполитического курса Российской Федерации, заслуги в научно-педагогической деятельности, подготовке высококвалифицированных специалистов и многолетнюю добросовестную работу[41]
- Орден Почёта (21 октября 2004) — за большие заслуги в научно-педагогической деятельности и подготовке высококвалифицированных специалистов[42]
- Орден Дружбы (6 октября 1997) — за большой вклад в укрепление экономики, развитие социальной сферы и в связи с 850-летием основания Москвы[43]
- Заслуженный работник дипломатической службы Российской Федерации (30 марта 2020) — за большой вклад в реализацию внешнеполитического курса Российской Федерации и многолетнюю добросовестную дипломатическую службу[44]
- Медаль «300 лет Российскому флоту» (1996)
- Медаль «В память 850-летия Москвы» (1997)
- Медаль «В память 1000-летия Казани» (2005)

### Грамоты и благодарности президента Российской Федерации
- Почётная грамота президента Российской Федерации (18 января 2010) — за активное участие в научно-исследовательской, публицистической и популяризаторской работе по противодействию фальсификации истории в ущерб интересам России[45];
- Благодарность президента Российской Федерации (13 декабря 2024) - за активное участие в подготовке и проведении общественно значимых мероприятий
- Благодарность президента Российской Федерации (30 мая 2018 года) — за активное участие в общественно-политической жизни российского общества[46].
- Грамота президента Российской Федерации В. В. Путина — за значительный вклад в подготовку и проведение XXII Олимпийских зимних игр и XI Паралимпийских зимних игр 2014 года в г. Сочи
- Грамота президента Российской Федерации В. В. Путина — за вклад в подготовку и проведение XIX Всемирного фестиваля молодёжи и студентов 2017 года в г. Сочи
- Медаль «70 лет Победы в Великой Отечественной войне 1941—1945 гг.» — за активное участие в патриотическом воспитании граждан и решении социально-экономических проблем ветеранов Великой Отечественной войны 1941—1945 гг., 09.05.2015 г.[47]
- Медаль «60 лет Победы в Великой Отечественной войне 1941—1945 гг.», 09.05.2010 г.[47]

### Награды Русской православной церкви
- Орден преподобного Сергия Радонежского III степени
- Орден преподобного Сергия Радонежского II степени
- Орден Святого благоверного великого князя Димитрия Донского II степени
- Орден Святого благоверного князя Даниила Московского III степени
- Орден Святого благоверного князя Даниила Московского II степени (2020)[48] во внимание к поддержке церковно-общественных инициатив и в связи с 70-летием со дня рождения[49]
- Орден Преподобного Серафима Саровского II степени[50]

### Награды Правительства, Совета Федерации и Государственной Думы Российской Федерации
- Лауреат премии Правительства Российской Федерации в области образования (3 ноября 2011) — за научно-практическую разработку «Научно-практическое и информационное обеспечение развития международного сотрудничества вузов России», 2011 г.[51]
- Почётная грамота Правительства Российской Федерации (23 августа 2000) — за большой вклад в подготовку кадров, научные исследования в области дипломатии и современных международных отношений и многолетний добросовестный труд[52]
- Почётный знак Совета Федерации «За заслуги в развитии парламентаризма», 2014 г.
- Почётная грамота Совета Федерации;
- Почётная грамота Государственной Думы, 2010 г.

### Награды органов исполнительной власти и субъектов Российской Федерации
- Нагрудный знак «Почетный наставник» Министерства науки и высшего образования Российской Федерации (2022).
- Медаль Примакова — за вклад в реализацию государственной политики и внешнеполитического курса Российской Федерации. (2022).
- Почётный работник МИД России (2007).
- Нагрудный знак МИД России «За вклад в международное сотрудничество» (2005).
- Почётное звание «Почётный работник сферы высшего образования Российской Федерации» (1996).
- Почётная грамота Министерства науки и высшего образования Российской Федерации (2021)[53]
- Звание «Почётный гражданин Московской области» (2020)[54]
- Знак «За заслуги перед Московской областью» I степени (2019)[55].
- Знак отличия «За заслуги перед Москвой» (2022) — за заслуги в научно-педагогической деятельности, вклад в подготовку высококвалифицированных специалистов и многолетнюю работу на благо города Москвы и москвичей.
- Почётная грамота Московской городской Думы (2011) — за заслуги перед городским сообществом[56]

Имеет также ведомственные награды Министерства культуры России, Рособрнадзора, МЧС, МВД, ФСБ, СВР и других ведомств.

### Награды и премии общественных организаций
- Национальная премия «Культурный империум. Книги и проекты[57]» присуждена А. В. Торкунову и В. В. Дегоеву за книгу «Русская история: Государство. Цивилизация. Внешний мир».
- Межгосударственная премия «Звёзды Содружества» (учредители — Совет по гуманитарному сотрудничеству государств-участников и Межгосударственный фонд гуманитарного сотрудничества государств-участников СНГ), 2021 г.[58]
- Нагрудный знак «Отличник образования» Содружества Независимых Государств (2021).
- Премия имени Гейдара Алиева (2014, Всероссийский азербайджанский конгресс) — за вклад в развитие и укрепление российско-азербайджанских двусторонних отношений[59]
- Лауреат Демидовской премии в номинации «Общественные науки» (2020) — за выдающиеся достижения в области изучения истории международных отношений и дипломатии, за многолетнюю работу по подготовке научных и дипломатических кадров, за большую просветительскую деятельность в области исторических знаний[60]
- Премия имени А. К. Харченко (2018) — за организацию работы по формированию межвузовского образовательного центра по подготовке специалистов-управленцев для горнодобывающих отраслей промышленности
- Лауреат премии имени А. В. Суворова (2019) — за развитие теоретико-методологических основ прогнозирования, осмысления и решения глобальных проблем и международных отношений, личный вклад в обеспечение безопасности государства искусством дипломатии, активное участие в подготовке научных кадров для военных организаций и оборонно-промышленного комплекса страны[61]
- Специальный диплом премии «Общественная мысль» (2014) — за уникальный энциклопедический труд, имеющий фундаментальное научное значение (атлас «Политические системы современных государств: Энциклопедический справочник в 4 т.».
- «Человек года — 2001» в номинации «Образование» — за подготовку высококлассных специалистов. (Экспертный совет Русского биографического института)
- Лауреат 1-й степени Всероссийской историко-литературной премии «Александр Невский» (2016) — за произведение «Великая Победа» в 15-ти томах (под общей редакцией С. Е. Нарышкина и А. В. Торкунова)
- Орден Миротворца 1-й степени Всемирного благотворительного альянса «Миротворец»
- Золотая медаль имени Льва Николаева (2014) — за существенный вклад в просвещение, популяризацию достижений науки и культуры
- Международная премия «Вера и Верность» Фонда Андрея Первозванного (2020) — за выдающийся вклад в сохранение и развитие традиций отечественной дипломатической школы и воспитание плеяды российских дипломатов
- Ежегодная международная премия «Персона года — 2009» в общественно-политической сфере в номинации «Персона в образовании»
- Лауреат премии «Лица года» в номинации «Профессорский стиль» информационно-издательской группы «Совершенно секретно» (2002).
- Специальный диплом премии в области общественно-научной литературы «Общественная мысль» (2010) — за вклад в международный научный диалог по сложным проблемам истории за книгу «Белые пятна — чёрные пятна: сложные вопросы в российско-польских отношениях».
- Лауреат конкурса Российской ассоциации политической науки по разделу «Учебные работы» за издание «Корейский полуостров: метаморфозы послевоенной истории» (2008).
- Золотая медаль «Роза мира» в номинации «Миротворец» Международной гуманитарной академии «Европа-Азия» — за выдающийся вклад в укрепление имиджа и авторитета России на международной арене, в дело подготовки кадров-международников новой генерации, способных ответить на вызову третьего тысячелетия; в утверждение идей, ценностей и принципов культуры мира, толерантности, межнационального и межконфессионального согласия, диалога и сотрудничества народов, стран и цивилизаций во имя мира и прогресса
- Знак отличия «Трудовая доблесть России» (2015).
- Орденская медаль С.Витте «За выдающиеся заслуги перед народами» Международной ассоциации фондов мира.
- Лауреат премии «За международное сотрудничество и развитие внешнеэкономической деятельности» Торгово-промышленной палаты Российской Федерации (2019).
- Почётный член Российской академии художеств (2005).
- Почётное звание «Рыцарь науки и искусств» Российской академии естественных наук (2002).

### Государственные награды и почётные звания зарубежных стран
Имеет государственные награды Франции, Италии, Республики Корея, Венгрии, Монголии, Болгарии, Азербайджана, Армении, Узбекистана, Кыргызстана, Казахстана, Белоруссии, Польши, в том числе:
- Офицер Королевского ордена Сахаметреи (Королевство Камбоджа, 2024) — за особый вклад в укрепление сотрудничества с Министерством образования, молодёжи и спорта и содействие всестороннему развитию сферы образования в Королевстве Камбоджа[62]
- Офицер ордена Почётного легиона (Франция, 2011) — за выдающийся вклад в дело укрепления сотрудничества и обменов между Россией и Францией[63]
- Офицер ордена Академических пальм (Франция, 2005)[64]
- Офицер ордена Звезды Италии (Италия, 28 мая 2020)[65][66]
- Орден Восходящего солнца (Япония, 2021) — за вклад в развитие научных обменов и взаимопонимания между Японией и Россией[67]
- Орден «За дипломатические заслуги» (Республика Корея, 2000)
- Почётный гражданин города Сеула (Республика Корея)[68]
- Командор со звездой ордена Заслуг перед Республикой Польша (Польша, 4 октября 2010)[69]
- Командорский крест ордена Заслуг (Венгрия, 2010)[70]
- Орден Дружбы (Вьетнам, 2014)[71];
- Орден Дружбы (Азербайджан, 25 августа 2020) — за особые заслуги в укреплении сотрудничества и взаимных связей между Азербайджанской Республикой и Российской Федерацией в области образования[72]
- Медаль «100-летие органов дипломатической службы Азербайджанской Республики» (Азербайджан, 2019)[73]
- Орден Дружбы (Узбекистан, 25 августа 2020) — за личный вклад в укрепление отношений стратегического партнёрства между Республикой Узбекистан и Российской Федерацией, плодотворное гуманитарное сотрудничество на протяжении многих лет и поддержку реализации долгосрочных программ академического и научно-образовательного обмена, а также непосредственное участие в подготовке высококвалифицированных специалистов в области международных отношений и экономики[74];
- Орден «Достык» I степени (Казахстан, 2019)[75]
- Орден «Достык» II степени (Казахстан, 2006)[76]
- Медаль «20 лет независимости Республики Казахстан» (2012)[77]
- Орден «Полярная звезда» (Монголия, 15 ноября 2021) — за ценный вклад в развитие двусторонних отношений между Монголией и Российской Федерацией[78]
- Орден «Данакер» (Кыргызстан, 5 октября 2004) — за особые заслуги в развитии кыргызско-российских отношений в области образования[79]
- Памятная юбилейная медаль «Манас-1000» (Киргизия, 27 октября 1995) — за вклад в укрепление дружбы и сотрудничества между народами Кыргызской Республики и Российской Федерации[80]
- Орден Почёта (Армения, 23 октября 2015) — за деятельность, направленную на укрепление и развитие армяно-российской дружбы, а также углубление научных и образовательных связей[81][82]
- Почётный знак Министерства иностранных дел Болгарии «Золотая лавровая ветвь» (2009).
- Памятный знак «Самарский крест» (Общественный совет Болгарии, 2013)[83]
- Орден Дружбы (Приднестровская Молдавская Республика, 2021) — за особые заслуги в укреплении и развитии связей между народами Российской Федерации и Приднестровской Молдавской Республики[84]
- Орден Почёта (Приднестровская Молдавская Республика, 2006) — за личный вклад в развитие интеграции образовательного пространства Российской Федерации и Приднестровской Молдавской Республики, активной участие в оказании гуманитарной помощи Приднестровской Молдавской Республике

### Почётные звания и награды академий наук и высших учебных заведений зарубежных стран, международных ассоциаций
- Иностранный член Польской академии наук[85].
- Почётный доктор Кыргызско-Российского славянского университета (1998).
- Почётный доктор Азербайджанской дипломатической академии (Университета АДА) (2013) — за вклад в развитие науки и образования и укрепление двусторонних отношений между Азербайджанской Республикой и Российской Федерацией.
- Почётный профессор Казахского государственного университета международных отношений и мировых языков им. Абылай хана (2001).
- Почётный профессор Национальной академии наук Республики Армения (2015) — за огромный вклад в развитие гуманитарной науки.
- Почётный доктор Университета мировой экономики и дипломатии Министерства иностранных дел Республики Узбекистан (2017) — за значительный вклад в подготовку дипломатических кадров мирового масштаба, укрепление стратегического партнёрства и культурно-гуманитарного сотрудничества между Узбекистаном и Россией.
- Премия Ассоциации международных исследований] (ISA) «Выдающийся учёный в области международных отношений, региональных исследований и дипломатии» (2018)[86]

## Основные работы
- The «Asian Turn» in Russian Foreign Policy / A.Baykov, E.Kanaev, E.Koldunova [et al.]; ed. by A.Torkunov, D.Streltsov & E.Koldunova (eds.). — Palgrave Macmillan, Singapore, 2024. — 578 p. — ISBN 978-981-97-5391-8. ISBN 978-981-97-5392-5 (eBook)
- Торкунов А. В., Дегоев В. В. «Русская история: Государство. Цивилизация. Внешний мир» — М.: Аспект Пресс, 2024. - ISBN 978-5-7567-1311-4
- Torkunov A., Toloraya G., Dyachkov I. Understanding Contemporary Korea from a Russian Perspective: Political and Economic Development since 2008. Palgrave Macmillan. 2022. 368 p. — ISBN 978-3-031-07600-8[87]
- «По дороге в будущее 3.0» — М.: Аспект Пресс, 2020. — ISBN 978-5-7567-1107-3
- «Современная Корея: метаморфозы турбулентных лет» (2008—2020 гг.) — М.: Просвещения, 2021. — ISBN 978-5-09-081051-7
- Торкунов А. В. и др. «Неспокойное соседство: проблемы Корейского полуострова и вызовы для России»: коллективная монография (под ред. Г. Д. Толорая; М., МГИМО-Университет, 2015) — ISBN 978-5-9228-1166-8.
- Torkunov A., Denisov V., Li V. Korean Peninsula: the Metamorphosis of Post-War History (in Japanese). 2013, Tokyo. 466 p. — ISBN 978-4-7503-3836-1,
- Торкунов А. В., Денисов В. И., Ли Вл. Ф. «Корейский полуостров: метаморфозы послевоенной истории». М., Олма Медиа Групп, 2008. 541 стр. — ISBN 978-5-373-02096-1; (переведена на японский язык)[88]
- Северная Корея: Полководец у власти. Tokyo, Soshisha, 2004. 268 с. — ISBN 4-7942-1308-5 (яп.)
- «История Кореи: Новое прочтение». — М.: РОССПЭН, 2003. — 429 с. — («Учебники МГИМО») — ISBN 5-8243-0436-X,
- The War in Korea. It’s Origin, Bloodshed and Conclusion. Tokyo, ICF Publishers, 2001. 192 p.
- «Загадочная война: корейский конфликт 1950—1953 годов». — М.: РОССПЭН, 2000. — 308 с. — ISBN 5-8243-0144-1 (рус.) ; ISBN 4-7942-1091-4 (яп.) (переведена на корейский, японский и китайский языки)
- Торкунов А. В., Уфимцев Е. П. «Корейская проблема: новый взгляд». М.: Анкил. 1995. 255 с. — ISBN 5-86476-068-4
- Маринов В. А., Торкунов А. В. «Южная Корея — база империализма на Дальнем Востоке». — М.: Международные отношения, 1979. — 132 с.
- «История международных отношений» . В 3 т. — М.: Аспект Пресс, 2020, 2021. — ISBN 978-5-7567-0787-8, ISBN 978-5-7567-1117-2, ISBN 978-5-7567-0673-4
- Torkunov A., Wohlforth W., Martynov B. History of International Relations and Russian Foreign Policy in the 20th Century (Volume I ISBN 978-1-5275-4373-7., Volume II ISBN 978-1-5275-4379-9.), 2020, (Cambridge Scholars Publishing)
- «Современные международные отношения: Учебник» (М., Аспект Пресс, 2019) ISBN 978-5-7567-0662-8
- «Трансформация международных отношений в Северо-Восточной Азии и национальные интересы России» (Аспект Пресс, 2019. — 432 с.) — ISBN 978-5-7567-1025-0
- Russia and the United States in the evolving world order (М., 2018. — 414 с.) — ISBN 978-5-9228-1888-9
- «Современные международные отношения: Учебник» (М., Аспект Пресс, 2017) — ISBN 978-5-7567-0662-8,
- Симония Н. А., Торкунов А. В. «Глобализация, структурный кризис и мировое лидерство. Мифы и реальность». М., Международная жизнь, 2013. 88 с. (Библиотека «Международной жизни»).
- «Политические системы современных государств: Энциклопедический справочник. В 4 т. Т. 4. Африка» — М.: Аспект Пресс, 2014. — ISBN 978-5-7567-0733-5
- Simonia N., Torkunov A. Globalization, Structural Crisis, and World Leadership. Myths and Reality. Moscow, International Affairs Journal, 2013. 88 p. (International Affairs Library).
- «Политические системы современных государств: Энциклопедический справочник. В 4 т. Т. 3. Америка» — М.: Аспект Пресс, 2012. — ISBN 978-5-7567-0654-3
- «Политические системы современных государств: Энциклопедический справочник. В 4 т. Т. 2. Азия» — М.: Аспект Пресс, 2012. — ISBN 978-5-7567-0637-6
- «История международных отношений: Учебник в 3 т.» (М., Аспект Пресс, 2012) — ISBN 978-5-7567-0671-0, ISBN 978-5-7567-0672-7, ISBN 978-5-7567-0673-4,
- «Политические системы современных государств: В 4 т. Т 1. Европа» — М.: Аспект Пресс, 2009.— ISBN 978-5-7853-1318-7
- «Современные международные отношения и мировая политика: учебник для вузов» (М.:Просвещение, 2004. 990 с.;серия «К 60-летию МГИМО») — ISBN 5-09-013610-6,
- «Современные международные отношения» (М., 2000. 584 с.; серия «Учебники МГИМО») — ISBN 5-8243-0085-2,
- «Современные международные отношения» (М., 1999. 526 с.) — ISBN 5-8243-0085-2,
- «История Великой Победы», 3 тома (Издательство «МГИМО-Университет», 2020)  ISBN 978-5-9228-2251-0, 978-5-9228-2241-1 (т. 1), 978-5-9228-2260-2 (т. 2), 978-5-9228-2250-3 (т. 3)
- «Сталинградская битва и её геополитическое значение» (М., МГИМО-Университет, 2013) — ISBN 978-5-9228-0928-3,
- «65 лет Великой Победы»: многотомное издание (М., 2010—2013), ISBN 978-5-9228-1300-6
- «Дипломатическая служба зарубежных стран» (М., Аспект Пресс, 2015) — ISBN 978-5-7567-0805-9,
- «Дипломатическая служба: Учебное пособие» (М., Аспект Пресс, 2014) — ISBN 978-5-7567-0760-1,
- «Европейская дипломатия и международные процессы эпохи наполеоновских войн» (М., Аспект Пресс, 2013) — ISBN 978-5-7567-0688-8,
- «Практическая психология для дипломатов» (М., МГИМО-Университет, 2011) — ISBN 978-5-9228-0759-3,
- «История внешней политики СССР и России в 1985—1999 гг.: проблемы, решения, результаты» (М.: Фонд современной истории, 2010. 368 с.) — ISBN 978-5-91985-004-5,
- «Александр Невский. Государь, дипломат, воин» (М., Издательство Р.Валент, 2010. 535 с.) — ISBN 978-5-93439-287-2,
- «Известные дипломаты России». В 3 томах. 2-е издание (М., Московские учебники, 2007; 527 стр., 415 с., 479 с.) — ISBN 978-5-7853-0806-0, ISBN 978-5-7853-0807-7, ISBN 978-5-7853-0808-4,
- «Константин Николаевич Леонтьев. Дипломатические донесения, письма, записки, отчёты (1865—1872)» (М., РОССПЭН, 2003. 528 стр.) — ISBN 978-5-9229-0942-9,
- «Дипломатическая служба» (М., РОССПЭН, 2002. 687 ст; серия «Учебники МГИМО») — ISBN 5-8243-0103-4,
- Том 2 «Очерков истории Министерства иностранных дел. 1917—2002 гг.» (М., ОЛМА-ПРЕСС, 2002. 618 с.) ISBN 5-224-03653-4,
- «Внешняя политика Российской Федерации. 1992—1999: учеб.пособие» (М., РОССПЭН, 2000. 327 с.; серия «Учебники МГИМО») — ISBN 5-8243-0179-4,
- White Spots — Black Spots: Difficult Matters in Polish-Russian Relations (1918—2008)" (Pittsburgh, University of Pittsburgh Press, 2015) — ISBN 978-0-8229-4440-9,
- «Белые пятна — чёрные пятна: Сложные вопросы в российско-польских отношениях» (М., Аспект Пресс, 2010) — ISBN 978-5-7567-0597-3,
- «Biale plamy — Czarne plamy Sprawy trudne w relacjach polsko-rosyjskich (1918—2008)» (Warszawa: Polski Instytut Spraw Miedzynarodowych, 2010. Ss.907) — ISBN 978-83-62453-00-9,
- «Российско-японские отношения в формате параллельной истории» (М., МГИМО-Университет, 2015) — ISBN 978-5-9228-1250-4
- «The History of Japan-Russia Relations: Challenging Parallel History» (In Japanese; Tokyo, Univetsity of Tokyo Press, 2015) — ISBN 978-4-13-026265-1.
- «Китай в мировой политике» (М., РОССПЭН, 2001. 527 с.; серия «Учебники МГИМО») — ISBN 5-9228-0023-X,
- Русакова О. К., Торкунов А. В. «К югу от экватора. Южнотихоокеанский субрегион в 80-е гг.» — М.: Мысль, 1989. — ISBN 5-244-00242-2
- «МГИМО-Университет: Традиции и современность» 1944—2019 (Аспект Пресс, 2019. — 309 с.) — ISBN 978-5-7567-1013-7
- «По дороге в будущее-2.5» (М. 2017. — 648 с.) — ISBN 978-5-7567-0933-9
- «Главы из истории московского востоковедения — Лазаревский институт — Московский институт востоковедения — МГИМО» (М., 2015—385 с.) — ISBN 978-5-7567-0816-5
- «По дороге в будущее-2». — М.: Аспект Пресс, 2015. — ISBN 978-5-7567-0806-6
- «Научные школы МГИМО в лицах: к 70-летию университета» (М., 2014. — 523 с.) — ISBN 978-5-9228-1150-7
- «По дороге в будущее». — М.: Аспект Пресс, 2010. — 476 с. — («Признанные») — ISBN 978-5-7567-0600-0